# Lule-Altervattnet
Lule-Altervattnet är en sjö i Bodens kommun i Norrbotten och ingår i Alterälvens huvudavrinningsområde. Sjön har en area på 1,14 kvadratkilometer och ligger 77 meter över havet. Sjön avvattnas av vattendraget Alterälven. Viktigaste tillflöde är Snårkölbäcken.

## Delavrinningsområde
Lule-Altervattnet ingår i det delavrinningsområde (730336-174922) som SMHI kallar för Utloppet av Lule-Altervattnet. Medelhöjden är 145 meter över havet och ytan är 51,55 kvadratkilometer. Det finns inga avrinningsområden uppströms utan avrinningsområdet är högsta punkten. Alterälven som avvattnar avrinningsområdet har biflödesordning 1, vilket innebär att vattnet flödar genom totalt 1 vattendrag innan det når havet efter 50 kilometer. Avrinningsområdet består mestadels av skog (72 procent) och sankmarker (17 procent). Avrinningsområdet har 1,78 kvadratkilometer vattenytor vilket ger det en sjöprocent på 3,5 procent.